# Бруклин-Парк (Миннесота)
Бруклин-Парк (англ. Brooklyn Park) — город в округе Хеннепин, штат Миннесота, США. На площади 68,8 км² (67,5 км² — суша, 1,3 км² — вода), согласно переписи 2010 года, проживают 75 781 человек. Плотность населения составляет 1122,3 чел./км².
Расположен на западном берегу реки Миссисипи. Является северо-западным пригородом агломерации Миннеаполис — Сент-Пол.
У города через Миссисипи переброшена плотина Кун-Рапидс. В городе 67 парков и 76 км туристических маршрутов.
Через город проходит межштатная автомагистраль I-94.